# 파베우 야나스
파베우 야나스(폴란드어: Paweł Janas [ˈpavɛw ˈjanas][*], 1953년 3월 4일, 우치 주 파비아니체 ~)는 폴란드의 전직 축구 감독이자 전직 선수로, 현역 시절 수비수로 활약했다.

## 선수 경력

### 클럽
그는 1965년에 브워니아스 파비아니체에서 축구를 시작했지만, 이후 1973년에 비제프 우치로 둥지를 옮겨 1군 신고식을 치렀다.

### 국가대표팀 경력
1976년부터 1984년까지, 야나스는 폴란드 국가대표팀 경기에 53번 출전했다. 야나스는 스페인에서 열린 1982년 월드컵에서 폴란드가 출전한 7번의 경기에 모두 중앙 수비수로 출전해 3위에 입상하는 기대 이상의 실적을 냈다.

## 감독 경력
야나스는 1988년에 레기아 바르샤바의 수석 코치를 맡아 지도자의 길에 입문했다. 이후 그는 1990년에 레기아 바르샤바를 떠나 폴란드 청소년 국가대표팀에서 브와디스와프 스타후르스키를 보좌하였다. 그는 바르셀로나에서 열린 1992년 하계 올림픽 당시 야누시 부이치크 감독을 보좌했는데, 이 대회에서 은메달을 획득했다. 같은 해, 그는 레기아에서 부이치크의 수석 코치직을 역임했다.
1994년부터 1996년까지 야나스는 레기아 감독을 역임하여 리그(1994, 1995), 컵대회(1994, 1995), 슈퍼컵(1994)을 우승한 것은 물론 1995-96 시즌 챔피언스리그 8강행 진출의 성과도 일구어 냈다.
야나스는 1996년부터 1999년까지 폴란드 청소년/올림픽 국가대표팀을 맡아 유럽 선수권 8강전에 진출했다. 1999년부터는 2002년까지 아미차 브론키의 감독과 부회장직을 겸임했다.
2002년 12월 20일, 그는 폴란드 국가대표팀 감독으로 정식 취임했다. 그는 임기 초 좋은 성적을 거두고도 맹비난의 대상이 되었다. 그에도 불구하고, 야나스호의 폴란드는 2006년 월드컵 예선전에서 잉글랜드에 이어 조 2위를 차지해 대회 본선에 진출했다. 폴란드는 조 2위 국가들 중 가장 성적이 좋았는데, 27골을 기록해 조 선두였던 잉글랜드보다 10골을 더 기록했다.
대회 본선에서, 폴란드는 에콰도르, 개최국 독일, 그리고 코스타리카와 함께 A조에 편성되었다. 그러나, 겔젠키르헨에서 열린 에콰도르전에서 0-2로 패하며 첫 단추를 잘못 꿰었고, 야나스는 공격수 마치에이 주라프스키를 최전방에 고립시켜 폴란드 언론으로부터 선수단 발탁과 전술 문제로 십자포화를 당했다. 그는 4-5-1 배치 형태로, "안전 우선"형 전술을 추구했다. 폴란드는 앞서 예선전에서 4-4-2 배치 형태를 채택해 자유분방한 축구를 구사했었다.
폴란드는 도르트문트에서 열린 독일과의 2차전에서 아르투르 보루츠 수문장의 훌륭한 활약에 힘입어 보다 나은 경기를 펼쳤지만, 막판에 올리버 뇌빌에게 0-1 결승골을 헌납해 또 패했다. 따라서 폴란드는 하노버에서 열릴 코스타리카와의 최종전을 치르기도 전해 탈락했다. 폴란드는 수비수 바르토시 보사츠키의 2골에 힘입어 2-1로 승리했다. 야나스는 대회 후 폴란드 축구 협회로부터 해고장을 받았다.
2008년, 그는 엑스트라클라사의 베우하투프의 지휘봉을 잡아 2008-09 시즌 전반기를 5위로 마쳤지만, 겨울 휴식기에 얇은 선수진을 보강하지 못하면서 보다 높은 성적을 기대하기 힘들다 판단해 사임했다.
2009년 1월, 그는 비제프 우치의 감독으로 취임했다. 그 해 6월, 비제프 우치는 2부 리그를 우승했지만, 폴란드 축구 협회의 불허로 승격하지 못했다. 2010년에 또다시 우승을 거둔 후, 야나스는 6월에 구단을 떠날 것임을 밝혔다.
2010년 9월, 그는 폴로니아 바르샤바의 감독으로 취임했다.
2013년 8월, 그는 비토비아 비투프의 감독으로 취임했다. 2014년 5월 24일, 비토리아 비투프는 I 리가 승격을 이룩했다.

## 수상

### 선수
레기아 바르샤바
- 푸하르 폴스키: 1979–80, 1980–81

### 감독
레기아 바르샤바
- 엑스트라클라사: 1993–94, 1994–95
- 푸하르 폴스키: 1993–94, 1994–95
- 수페르푸하르 폴스키: 1994

비제프 우치
- I 리가: 2008–09,[7] 2009–10[8]

개인
- 폴란드 올해의 축구 감독: 1994, 1995, 2004, 2005